# Samariscus multiradiatus
Samariscus multiradiatus är en fiskart som beskrevs av Kawai, Amaoka och Bernard Séret 2008. Samariscus multiradiatus ingår i släktet Samariscus och familjen Samaridae. Inga underarter finns listade i Catalogue of Life.